# Tjubrika
Tjubrika (bulgariska: Чубрика) är ett distrikt i Bulgarien.   Det ligger i kommunen Obsjtina Ardino och regionen Kărdzjali, i den södra delen av landet, 200 km sydost om huvudstaden Sofia. Antalet invånare är 153. Arean är 5,8 kvadratkilometer.